# 花级轻型护卫舰
花级轻型护卫舰(也被称为“唐菖蒲级”)是一级英国二战中建造的267艘轻型护卫舰，大量在盟国海军中作为反潜舰护航舰使用，主要活跃在大西洋战役中。“花”的名称来自于是由于英国皇家海军建造的该级舰全是用花的名称来命名而后来产生的。

## 設計及武裝
1939年時，對英國來說，和納粹德國越來越可能進入戰爭狀態，為了保住英國生命線，需要大量護航艦艇。在近海尤其需要比拖船大，但又夠便宜可大量生產的款式。此時一家 史密斯码头有限公司（Smiths Dock Company ） 提供了一種 700 噸，16 節的捕鯨船“南方骄傲”号的設計，這引起海軍當局的興趣。此級很快就成為北大西洋重要的護航兵力。它設計簡單，並且使用一般商船技術，可以在許多英國和加拿大東部的小造船廠建造；而使用三脹式蒸汽机引擎代表機械簡單，訓練容易。
分为原型（225艘）与改进型（69艘）。原型为短艏楼为船员住舱；艏楼与开放式舰桥之间的井甲板上立着主桅杆，这种布局十分奇特；厨房在艉部。
改进型为长艏楼，一直延伸到煙囪後面；在艦橋前方有一門4吋 BL Mk.IX 砲可攻擊水面目標以及浮航的潛艇；在艦橋後方是主桅杆这种常规布局；再往后是引擎室伸出的单煙囪；後方架設防空機砲平台，上面安裝一門40mm 碰碰炮作為防空用。艦橋上左右兩側亦有20mm厄利孔機砲各一挺。之後兩側有各2座深水炸彈投射器，以及船尾的兩座深水炸彈投放軌。後期也增加刺蝟砲。
在偵測裝備方面，有ASDIC聲納室，後期聲納改成可拖曳。後來也加裝方位探知機以及271型雷達等電子裝備。早期的船隻有裝掃雷設備，但後來都予以拆除。

## 船隻
和中國有關的有以下幾艘： 
- HMS Petunia K79：1946年1月12日移交中華民國海軍，命名伏波艦。1947年3月19日午夜在福建省湄州湾口外的乌丘屿（俗名龟山屿）灯塔东南8～9海里处與招商局海閩輪海闽轮北航将平乌屿灯塔，伏波舰南航也将平此灯塔。伏波舰居左显示绿舷灯，海闽轮居右显示红舷灯。根据海上避碰规则规定，伏波舰是让路船。但伏波舰不执行让路义务，反而强行抢头横越，待两船逼近出现危急局面，海闽轮采取紧急措施“右满舵”、“全速倒车”，伏波舰已横头而来，终致海闽轮船艏拦腰撞入伏波舰，只因海闽轮临急已全速倒车，致碰撞后海闽轮船艏迅即倒出，导致伏波舰机舱涌进海水，迅速沉没。[5][6]海闽轮船首两侧水线附近各破一洞，首尖舱进水，幸防撞舱壁未损无碍，即在出事海面搜寻救人，约1个多小时，才发现一着救生衣的溺水者，将其救到船上，始知其为伏波舰轮机长焦德孝。据称这次伏波舰南航台湾高雄，舰上载有官兵千余人，尽葬海底。黎明，海闽轮停止搜寻，迳开厦门海军基地司令部报告出事情况，该部派员察看并向焦德孝了解情况后，嘱海闽轮续航上海，等候国民党海军上海基地司令部处理。当海闽轮进入上海黄浦江后，海军上海基地司令部即偕同上海地方法院检察处官员登轮调查，待海闽轮在龙华锚地锚泊后，即将船长戴儒林带走拘押。中国航海驾驶员联合会、中国商轮驾驶员总会、中国轮机员联合总会等联名快邮代电，向南京当局申诉：“碰撞一案……均属技术问题，在碰撞责任未判明之前，……船长即被拘押，有欠公允，似此忽略法律手续，蔑视人权保障……无不人人自危，同感愤激”。要求迅予举行公断，判明责任，依法解决。招商局委请魏文达律师办理诉讼外，邀请航海界专家，包括一部分海军耆宿，悉心研究碰撞事故责任，结果一致认为，碰撞原因是伏波舰违背海上避碰规则，不执行让路船义务，强行横越所造成，应负碰撞全部责任。这一结论，获得舆论一致公允。法院以“见死不救”罪名，判处海闽轮船长戴儒林有期徒刑5年。[7]
- 英国海军HMS Candytuft (K09)（英语：HMS Candytuft (K09)），1940年10月16日入役。1942年6月11日移交给美国海军USS Tenacity（PG-71）。战后返回给英国，1945年9月退役。1946年卖给中国民用改称“华懋”轮（Maw Hwa）。
- 1946年英商会德丰洋行（Wheelock Marden &Co.）购入了皇家海军的Clover（苜蓿）、Heliotrope（天芥菜）号等一批花级护航舰后，按照公司习惯将这两艘改名为Cloverlock与Heliolock。1950年秋季，两船由中共华东海军收购，驶往上海并恢复为军舰。
  - Cloverlock轮：1940年9月12日入役，为HMS Heliotrope (K03)（英语：USS Surprise (PG-63)）。1942年3月24日移交美国海军为USS Surprise (PG-63)。1945年8月25日返回给英国。1946年退役。1947年3月17日賣給香港招商局成為“和乐”轮的中文船名航行于粤港航线。1949年被华东军区海军買下改回軍艦臨沂號，直至1967年都在現役，1972年除籍。[8]
  - Heliolock轮：1941年5月13日入役，为HMS Clover K134。1947年5月17日左右出售给了一家中国航运公司，使用“祥德”（Ziang Teh，亦有资料记作“翔德”）的中文名。祥德轮被重新命名为开封号花级护卫舰。1989年退役。